# Базилевский, Иван Фёдорович
Иван Фёдорович Базилевский (27 января (7 февраля) 1791 — 22 апреля (4 мая) 1878) — золотопромышленник, меценат, действительный статский советник.

## Биография
Родился в семье стерлитамакского священника (впоследствии протоиерея) Фёдора Ивановича Базилевского, из дворян Оренбургской губернии.
В юности занимал мелкие чиновничьи должности в Петербурге, к 1820 году был губернским секретарём. В 1819 году был посвящён в масонство в петербургской ложе «Избранного Михаила». Вскоре покинул столицу, в 1821—1824 годах был секретарём при Оренбургском гражданском губернаторе (позднее эту должность занимал его брат Пётр). Перешёл в купечество, успешно занялся винными откупами и торговлей пушниной.
Полученные средства вложил в золотые прииски в Восточной Сибири, вскоре довёл уровень добычи золота до 60 пудов в год. Владелец огромного состояния. Известный филантроп. На его средства строились сельские церкви и школы. К 1836 году уже числился почётным смотрителем Уфимского уездного училища. Благодаря финансовой поддержке И. Ф. Базилевского в 1849 году в Уфе открылся первый детский приют. Пожертвовал значительную сумму на постройку первого театра в Уфе. Передал казне принадлежащее ему здание в Уфе для открытия Оренбургского училища первого разряда для ста девочек. В 1865 году училище преобразовали в Уфимскую Мариинскую женскую гимназию. Учредил ряд именных стипендий успевающим ученикам Уфимской духовной семинарии. Благотворительная деятельность И. Ф. Базилевского охватывала практически все стороны социально-общественной жизни Уфы и других городов — в частности, Иркутска и Омска.
Из Уфы переехал в Петербург. В 1860 стал попечителем Александро-Мариинского приюта для бедных детей, основанного на средства императорской семьи, фактически содержал приют на свои средства. Почётный член Петербургского совета попечительства детских приютов, Уфимского попечительного о бедных комитета. За свою благотворительную деятельность в 1862 году был награждён чином действительного статского советника.
Скончался в Петербурге 22 апреля 1878 года; был похоронен в Александро-Невской лавре на Никольском кладбище.

## Семья

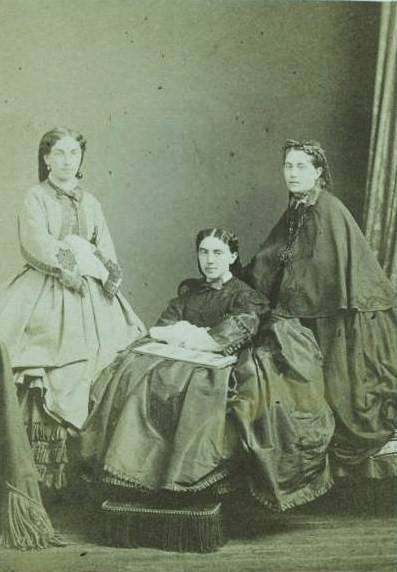
Дочери Базилевского

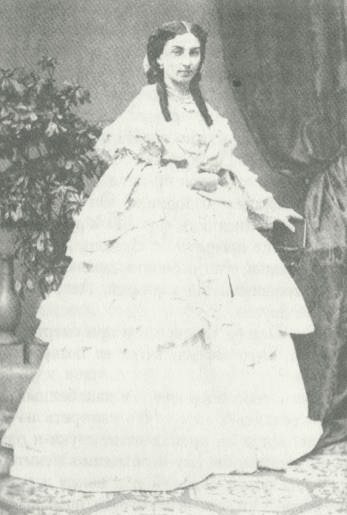
Александра Дубельт

Жена — Варвара Петровна Ознобишина (1807—06.09.1892), сестра писателя Д. П. Ознобишина. По отзывам современников, была женщина добродушная и гостеприимная, наделенная поэтическим дарованием. По примеру мужа была деятельной благотворительницей и была дружна с митрополитом Исидором. Последний бывал в ее доме так часто, что император находил это неприличным. Согласно дневнику Богданович, карета митрополита всегда долго стояла у Базилевских, он приезжал в 2 часа, а уезжал в 8 часов. Говорили, что он там отдыхает и Александра Дубельт ходит его укладывать.
Мадам Базилевская скончалась на 85 году жизни, после двух месяцев болезни, и была похоронена рядом с мужем.
Дети:
- Наталья Ивановна (09.07.1829—17.05.1869), жена генерала барона Александра Карловича Тетенборна (1815—1889), сына Фридриха Карла фон Теттенборна. Скончалась скоропостижно в Страсбурге[9] и была похоронена на Русском кладбище в Висбадене рядом с братом Николаем[10].
  - Ее внук (сын дочери) — Александр Львович (Людвигович) фон дер Остен-Сакен.
- Ольга Ивановна (09.08.1831— ?), воспитывалась в Екатерининском институте в Петербурге.
- Фёдор Иванович (25.08.1834—04.01.1895), тайный советник, благотворитель, председатель Попечительного совета Приюта принца П. Г. Ольденбургского. Член Русского географического общества. Продолжатель дела отца в области благотворительности. Завещал значительную часть своего состояния и земельных угодий на благотворительные нужды Санкт-Петербурга.
- Екатерина Ивановна (12.01.1836—31.01.1884), замужем за Иваном Ивановичем Маркеловым, служившем в Министерстве иностранных дел, тайным советником, чиновником особых поручений при Государственном Канцлере.
- Лидия Ивановна (01.02.1838—после 1917), замужем за действительным статским советником Николаем Ивановичем Кондыревым (ум. после 1913).
- Елизавета Ивановна (15.04.1839—1923), известная в свое время красавица, в первом браке за Константином Ивановичем Шупинским, во втором браке за графом Н. А. Кушелевым-Безбородко; в третьем за флигель-адъютантом князем Аркадием Александровичем Суворовым-Рымникским (1834—1893).
  - Ее дочь — Екатерина Константиновна Шупинская (1857—1942, Франция) была замужем за Сергеем Владимировичем Святополк-Четвертинским[11] (1853—1919), известным ботаником, внуком Б. А. Четвертинского. Близкая подруга и единомышленница княгини М. К. Тенишевой[12][13].
- Виктор Иванович (15.06.1840—09.03.1929), после смерти отца стал одним из самых богатых людей Российской империи. От двух браков имел 14 детей. После революции эмигрировал в Эстонию, умер в Гунгербурге и был похоронен на местном кладбище.
- Аделаида Ивановна (18.11.1842— ?), в первом браке за Львом Александровичем (Людвиговичем) Бравура; во втором (09.04.1871, Брюссель) — за Генри Фитц-Джеймс Стюарт и Вентимилья (1826—1882), графом де Гальве; в третьем — за английским лордом Энглези. Ее сыновья: Михаил и Николай Бравура[14].
- Николай Иванович (30.11.1843—20.05.1864), коллежский регистратор, умер в Миране, похоронен в Висбадене.
- Александра Ивановна (1844?— после 1918), в браке за Н. Л. Дубельтом.